# Кокуй (Телеговское сельское поселение)
Кокуй — деревня в Красноборском районе Архангельской области. Входит в состав Телеговского сельского поселения.

## География
Находится в юго-восточной части Архангельской области на расстоянии приблизительно 14 км на восток-юго-восток по прямой от административного центра района Красноборск на правом берегу реки Северная Двина у протоки Песчанский Полой.

## История
Показана на карте уже только 1984 года.

## Население
Численность населения: 4 человека (русские 100 %) в 2002 году, 3 в 2010.